# Hulepindsvin
Hulepindsvinet (Hystricidae) er betegnelsen for en familie af gnavere oprindeligt hjemmehørende i Afrika og Asien.
Enkelte arter er indslæbt til Europa og Amerika. I Danmark er det for privatpersoner forbudt at holde hulepindsvin som selskabsdyr.

## Slægter
Hystricidae-familien omfatter tre slægter:
- Hvidhalet hulepindsvin (Hystrix indica)
- Afrikansk hulepindsvin (Hystrix cristata)
- Malaysisk hulepindsvin (Hystrix brachyura)

De tre slægter omfatter sammenlagt elleve arter.

## Betegnelse som skadedyr
I langt de fleste egne, hvor man finder hulepindsvin, anses de for skadedyr. Hulepindsvin forgriber sig i agerbrugsområder på menneskers afgrøder til stor skade for høsten. Hulepindsvin forsøges derfor heftigt reguleret i disse områder (særligt områder, hvor der dyrkes rodfrugter, majs eller jordnødder). Til trods for dette er arternes overlevelse sjældent truet. Man mener, dette skyldes, at hulepindsvinenes primære naturlige fjender (de store rov- og kattedyr) er blevet udryddet eller presset ud af hulepindsvinenes habitater.